# الداعي
الداعي هي مجلة إسلامية شهرية تصدر باللغة العربية عن دار العلوم ديوبند في الهند. بدأ إصدارها في 10 يوليو 1976، بعد توقف مجلة دعوة الحق، كمجلة نصف شهرية ثم تحولت لاحقًا إلى مجلة شهرية عام 1993. تهدف المجلة إلى نشر الفكر الإسلامي، وتعزيز اللغة العربية، ومعالجة قضايا الأمة الإسلامية من منظور علماء ديوبند.

## التاريخ والتحول
صدر العدد الأول من المجلة تحت إشراف قاري محمد طيب، وبرئاسة تحرير وحيد الزمان الكيرانوي، وهو أيضًا المحرر السابق لمجلة "دعوة الحق". تولى بعده بدر الحسن القاسمي رئاسة التحرير، حيث صدرت أعداد خاصة مثل عدد المئوية. توقفت المجلة مؤقتًا بعد احتفالات المئوية عام 1980، ثم أعيد إصدارها عام 1982 مع تعيين نور عالم خليل الأميني رئيسًا للتحرير. وفي أغسطس 1993 تحولت إلى مجلة شهرية ذات خمسين صفحة، تتخذ من الآية: ﴿ادْعُ إِلَى سَبِيلِ رَبِّكَ بِالْحِكْمَةِ وَالْمَوْعِظَةِ الْحَسَنَةِ وَجَادِلْهُمْ بِالَّتِي هِيَ أَحْسَنُ إِنَّ رَبَّكَ هُوَ أَعْلَمُ بِمَنْ ضَلَّ عَنْ سَبِيلِهِ وَهُوَ أَعْلَمُ بِالْمُهْتَدِينَ ۝١٢٥﴾ [النحل:125] شعارًا لها.

## المحتوى والأهداف
تهدف المجلة إلى تعزيز فهم المبادئ الإسلامية، وتقديم رؤية فكرية حول القضايا المعاصرة التي تهم المسلمين، بالإضافة إلى توثيق جهود علماء ديوبند في الفكر واللغة والدعوة. تشمل المجلة عدة أقسام مثل "كلمة العدد"، و"إشراقة"، و"دراسات إسلامية"، و"الفكر الإسلامي"، و"الأدب الإسلامي".

## رئاسة التحرير
استمرت رئاسة تحرير نور عالم خليل الأميني حتى وفاته عام 2021، حيث شهدت المجلة توسعًا في المحتوى، وتطويرًا في الإخراج الفني والطباعة. بعد وفاته، عُين محمد عارف جميل المباركفوري محررًا عامًا بقرار من لجنة التحرير العليا.

## تقييم ودراسات
وصفت المجلة من قبل باحثين كثر بأنها من المجلات المهمة في شبه القارة الهندية. أشار فريد الدين أحمد من جامعة القطن (من غواهاتي) إلى دور المجلة في المجالين الإسلامي والأدبي. وذكر عبد الرحمن من جامعة جواهر لال نهرو أن المجلة تتميز بتناول قضايا الأمة الإسلامية وأسلوبها في معالجة الفكر العربي.

## الحضور الدولي
أشاد العديد من الشخصيات الإسلامية من خارج الهند بالمجلة. أثنى عبد العزيز بن عبد الله الخويطر على جودة المجلة ومكانة كتابها. وأشار قاسم يوسف الشيخ من البحرين إلى قوة الطرح فيها وقربه من روح الإسلام. كما ذكر أحمد عبد القادر، عميد من جامعة الملك عبد العزيز، أهمية المجلة في عرض قضايا الأمة الإسلامية.

## روابط خارجية
- الموقع الرسمي للمجلة
- أرشيف بعض الأعداد من "الداعي" على موقع أرشيف الإنترنت
- بعض أعداد الداعي

تصنيف:مجلات باللغة العربية
تصنيف:مجلات دينية
تصنيف:مجلات هندية
تصنيف:دار العلوم ديوبند
تصنيف:منشورات أسست في 1976
تصنيف:مجلات شهرية